# Coppa del Generalissimo 1957
La Copa del Generalísimo 1957 fu la 53ª edizione della Coppa di Spagna. Il torneo iniziò il 28 aprile e si concluse il 16 giugno 1957. La finale si disputò allo Stadio Montjuich di Barcellona dove il FC Barcellona sconfisse l'altra squadra catalana dell'Espanyol.

## Formula
In questa edizione parteciparono solo le 16 squadre di Primera División che si sfidarono in turni di andata e ritorno fino alla finale unica.

## Squadre partecipanti
| - Athletic Bilbao - Atlético Madrid - Barcellona - CD Condal - Celta Vigo - Deportivo La Coruña | - Espanyol - Las Palmas - Osasuna - Real Madrid - Real Sociedad | - Real Saragozza - Real Jaén - Siviglia - Valencia - Real Valladolid |

## Ottavi di finale
|                 | Risultato |                     | Andata | Ritorno | Spareggio |  |
| --------------- | --------- | ------------------- | ------ | ------- | --------- |  |
| Atlético Madrid | 3 - 13    | Barcellona          | 2 - 5  | 1 - 8   |           |  |
| Osasuna         | 4 - 7     | Real Valladolid     | 1 - 1  | 3 - 6   |           |  |
| Valencia        | 2 - 1     | Siviglia            | 2 - 0  | 0 - 1   |           |  |
| Las Palmas      | 1 - 5     | Real Madrid         | 1 - 4  | 0 - 1   |           |  |
| Celta Vigo      | 1 - 0     | CD Condal           | 1 - 0  | 0 - 0   |           |  |
| Real Saragozza  | 1 - 1     | Real Sociedad       | 0 - 0  | 1 - 1   | 0 - 1     |  |
| Espanyol        | 3 - 0     | Athletic Bilbao     | 3 - 0  | 0 - 0   |           |  |
| Real Jaén       | 0 - 2     | Deportivo La Coruña | 0 - 1  | 0 - 1   |           |  |

## Quarti di finale
|                     | Risultato |               | Andata | Ritorno |  |
| ------------------- | --------- | ------------- | ------ | ------- |  |
| Deportivo La Coruña | 1 - 7     | Real Sociedad | 0 - 0  | 1 - 7   |  |
| Espanyol            | 3 - 2     | Celta Vigo    | 2 - 1  | 1 - 1   |  |
| Real Valladolid     | 1 - 4     | Valencia      | 1 - 1  | 0 - 3   |  |
| Real Madrid         | 3 - 8     | Barcellona    | 2 - 2  | 1 - 6   |  |

## Semifinali
|               | Risultato |            | Andata | Ritorno |  |
| ------------- | --------- | ---------- | ------ | ------- |  |
| Espanyol      | 2 - 1     | Valencia   | 1 - 0  | 1 - 1   |  |
| Real Sociedad | 2 - 10    | Barcellona | 1 - 5  | 1 - 5   |  |

## Finale
| Arbitro: | Daniel Zariquiegui |

|              |           |  |
| Sampedro 79’ | Marcatori |  |